# آنوت
آنوت (به فرانسوی: Annot) یک کمون در فرانسه است که در canton of Annot واقع شده‌است. آنوت ۲۹٫۸ کیلومتر مربع مساحت دارد ۶۸۰ متر بالاتر از سطح دریا واقع شده‌است.